# Џоунсвил (Луизијана)
Џоунсвил (енгл. Jonesville) град је у америчкој савезној држави Луизијана.

## Демографија
По попису из 2010. године број становника је 2.265, што је 204 (-8,3%) становника мање него 2000. године.
| Група             | 2000.         | 2010.         |
| Белци             | 972 (39,4%)   | 693 (30,6%)   |
| Афроамериканци    | 1.461 (59,2%) | 1.534 (67,7%) |
| Азијати           | 3 (0,1%)      | 1 (0,0%)      |
| Хиспаноамериканци | 24 (1,0%)     | 31 (1,4%)     |
| Укупно            | 2.469         | 2.265         |